# Kobylnice u Brna
Kobylnice, bis 1939 Kobelnice, (deutsch Kobelnitz) ist eine Gemeinde in Tschechien. Sie liegt elf Kilometer südöstlich des Stadtzentrums von Brno und gehört zum Okres Brno-venkov.

## Geographie
Kobylnice befindet sich am Fuße der Ausläufer des Steinitzer Waldes in der Thaya-Schwarza-Talsenke. Das Dorf erstreckt sich am linken Ufer der Říčka (Goldbach). Östlich erhebt sich der Štosy (232 m), im Südosten der Pracký kopec (324 m) und die Stará hora (307 m). Nordwestlich befindet sich der Flughafen Brno-Tuřany. Im Norden führt die Eisenbahnstrecke von Brno nach Blažovice vorbei. Gegen Südwesten liegt das Umspannwerk Sokolnice.
Nachbarorte sind Šlapanice und Ponětovice im Norden, Blažovice im Nordosten, Prace im Osten, Hostěrádky-Rešov und Újezd u Brna im Südosten, Sokolnice im Süden, Vladimírov und Rebešovice im Südwesten, Chrlice und Dvorska im Westen sowie Slatinka und Slatina im Nordwesten.

## Geschichte
Die erste schriftliche Erwähnung des Dorfes erfolgte 1306 in einer Urkunde des Bischofs Johannes VI. von Waldstein, in der er den Olmützer Scholastern die Šlapanicer Pfarrgüter und den Zehnt der zur Pfarre gehörenden Dörfer Šlapanice, Slatina, Jiříkovice, Kobylnice und Ponětovice überließ. Im 15. Jahrhundert entstand auf einer Insel im Goldbach eine Feste. In Kobylnice bestand damals ein herrschaftlicher Hof mit Brauerei und Schenke sowie eine Mühle und zwei Teiche. Besitzer von Kobylnice war im Jahre 1533 Jan Kyjovský von Kyjovice, er erweiterte zu dieser Zeit seinen Besitz um das Dorf Horákov. 1563 erfolgte unter Jan Gbelský von Gbelsko ein Umbau der Feste. Ein daran erinnernder Stein mit Inschrift wurde 1875 bei Feldarbeiten aufgefunden. Im Laufe seiner Geschichte wurde der Ort als Kobylníky, Kobelnice und Kobelnitz bezeichnet. Später wurde Kobelnice nach Sokolnice untertänig. Letzte Grundherren waren die Grafen Mitrovský. Am 2. Dezember 1805 lag das Dorf am Westrand des Schlachtfeldes der Dreikaiserschlacht.
Nach der Aufhebung der Patrimonialherrschaften bildete Kobelnice ab 1850 einen Ortsteil der Gemeinde Sokolnice in der Bezirkshauptmannschaft Brünn. 1854 begann der Bau einer Dorfschule, in der zwei Jahre später der Unterricht aufgenommen wurde. 1867 löste sich Kobelnice von Sokolnice los und bildete eine eigene Gemeinde. Im Jahre 1891 wurde ein neues Schulhaus für einen zweiklassigen Betrieb eingeweiht. Die Freiwillige Feuerwehr gründete sich 1898. 1932 wurde am Standort der früheren Feste ein Spritzenhaus errichtet. Dabei wurde auch der Inschriftstein von 1563 eingemauert. Seit dem 16. März 1939 trägt die Gemeinde den Namen Kobylnice. 1949 entstand in Kobylnice ein Friedhof. Zwischen 1986 und 1990 war Kobylnice nach Šlapanice eingemeindet. Pfarrort ist Šlapanice.

## Gemeindegliederung
Für die Gemeinde Kobylnice sind keine Ortsteile ausgewiesen.

## Sehenswürdigkeiten
- dreiseitige Betsäule, errichtet 1908 anstelle eines 1769 errichteten Marterls
- Glockenturm Maria Schnee, erbaut 1824
- Naturdenkmal Žabárník mit Bewässerungsspeicher Balaton am Bach Dunávka, südwestlich des Dorfes
- Pracký kopec mit Monument Grabhügel des Friedens zum Gedenken an die Dreikaiserschlacht